# AIしてウルフBOY
『AIしてウルフBOY』（アイしてウルフボーイ）は、伊藤結花理による日本の漫画作品。週刊少女コミックに、1986年から1987年までに掲載され、単行本は小学館（フラワーコミックス）から発行された。

## あらすじ
女子高生・吹雪は、北海道日高の山奥で、人狼・ルーと出会った。それからルーは山をおりて吹雪の高校に通うことにした。

## 登場人物
ルー
世界でただ一人の“人狼少年”。
半月の時は影が狼のものになる。
吹雪
両親は仕事で外国にいる。ルーに会うまではいじめに遭っていた。